# El Hadji Malick Soumaré
El Hadji Malick Soumaré (* 19. Dezember 1997) ist ein senegalesischer Leichtathlet, der sich auf den Sprint spezialisiert hat.

## Sportliche Laufbahn
Erste internationale Erfahrungen sammelte El Hadji Malick Soumaré im Jahr 2022, als er bei den Afrikameisterschaften in Port Louis mit 21,88 s in der ersten Runde im 200-Meter-Lauf ausschied und auch über 400 Meter mit 48,15 s nicht über die Vorrunde hinauskam. Zudem belegte er dort mit der senegalesischen 4-mal-400-Meter-Staffel in 3:13,57 min den sechsten Platz. Anschließend gelangte er bei den Islamic Solidarity Games in Konya mit 3:07,32 min auf Rang vier mit der Staffel. Im Jahr darauf kam er bei den World University Games in Chengdu im Halbfinale über 400 Meter nicht ins Ziel und 2024 schied er bei den Afrikaspielen in Accra mit 50,13 s ebenfalls im Semifinale aus. Zudem belegte er mit der Staffel in 3:02,68 min den vierten Platz. Im Mai wurde er bei den World Athletics Relays auf den Bahamas in 3:09,00 min Siebter im B-Lauf in der 2. Qualifikationsrunde über 4-mal 400 Meter für die Olympischen Spiele in Paris und verpasste damit eine Direktqualifikation. Anschließend schied er bei den Afrikameisterschaften in Douala mit 46,98 s im Vorlauf über 400 Meter aus und belegte mit der Staffel in 3:08,14 min den fünften Platz.
2021 wurde Soumaré senegalesischer Meister in der 4-mal-400-Meter-Staffel.

## Persönliche Bestleistungen
- 200 Meter: 21,88 s (+3,2 m/s), 11. Juni 2022 in Port Louis
- 400 Meter: 46,18 s, 4. Juni 2024 in Accra